# Andreaea subfluitans
Andreaea subfluitans är en bladmossart som beskrevs av C. Müller 1929. Andreaea subfluitans ingår i släktet sotmossor, och familjen Andreaeaceae. Inga underarter finns listade i Catalogue of Life.